# Grégory Wathelet
Grégory „Greg“ Wathelet (* 10. September 1980 in Huy) ist ein belgischer Springreiter.
Im August 2015 belegte er Rang 16 der Weltrangliste.

## Werdegang

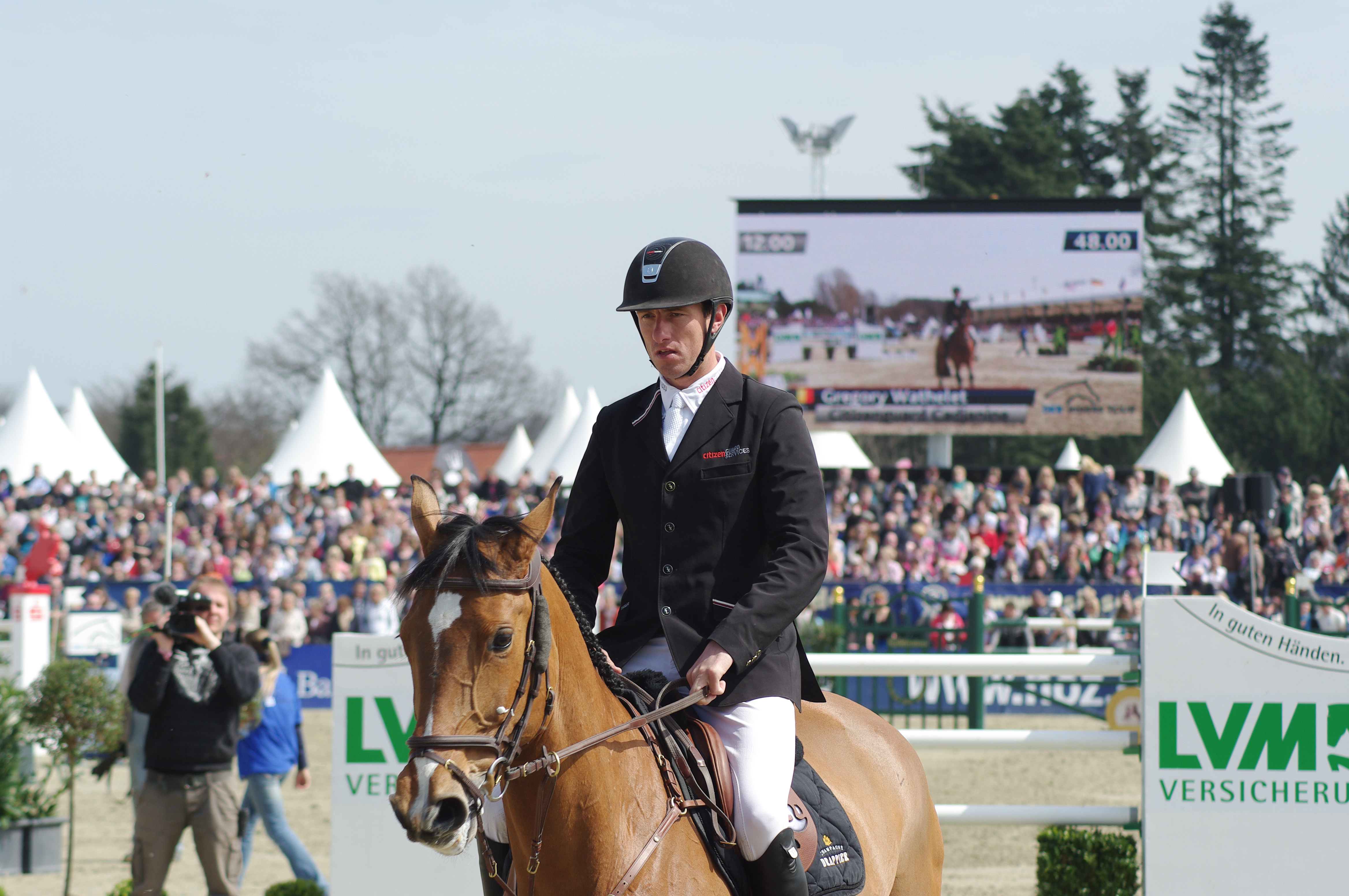
Grégory Wathelet mit Cadjanine, CSI 4* Hagen 2013

Von 2002 bis 2005 ritt Wathelet für den Stall Haras des Hayettes.
Von Herbst 2005 bis November 2007 ritt Wathelet für den ukrainischen Milliardär Oleksandr Onischtschenko und startete somit im Sport für die Ukraine. Nachdem Onischenko Wathelets bestes Pferd verkauft hatte, begann der Anfang vom Ende der Partnerschaft.

„I asked him if he was still motivated. I sensed he was less interested in reinvesting in horses and the situation became uncertain. So I took the decision to stop my contract. (Ich fragte ihn, ob er immer noch motiviert ist. Ich spürte, dass er weniger an der Wiederanlage in Pferde interessiert war und die Situation wurde unsicher.)“

Während der Schlussfeier der Olympischen Sommerspiele 2020 war er der Fahnenträger seiner Nation.
Inzwischen ist er selbständig und dafür bekannt, junge Pferde auf Grand-Prix-Niveau auszubilden, um sie dann weiter zu verkaufen.

## Pferde (Auszug)

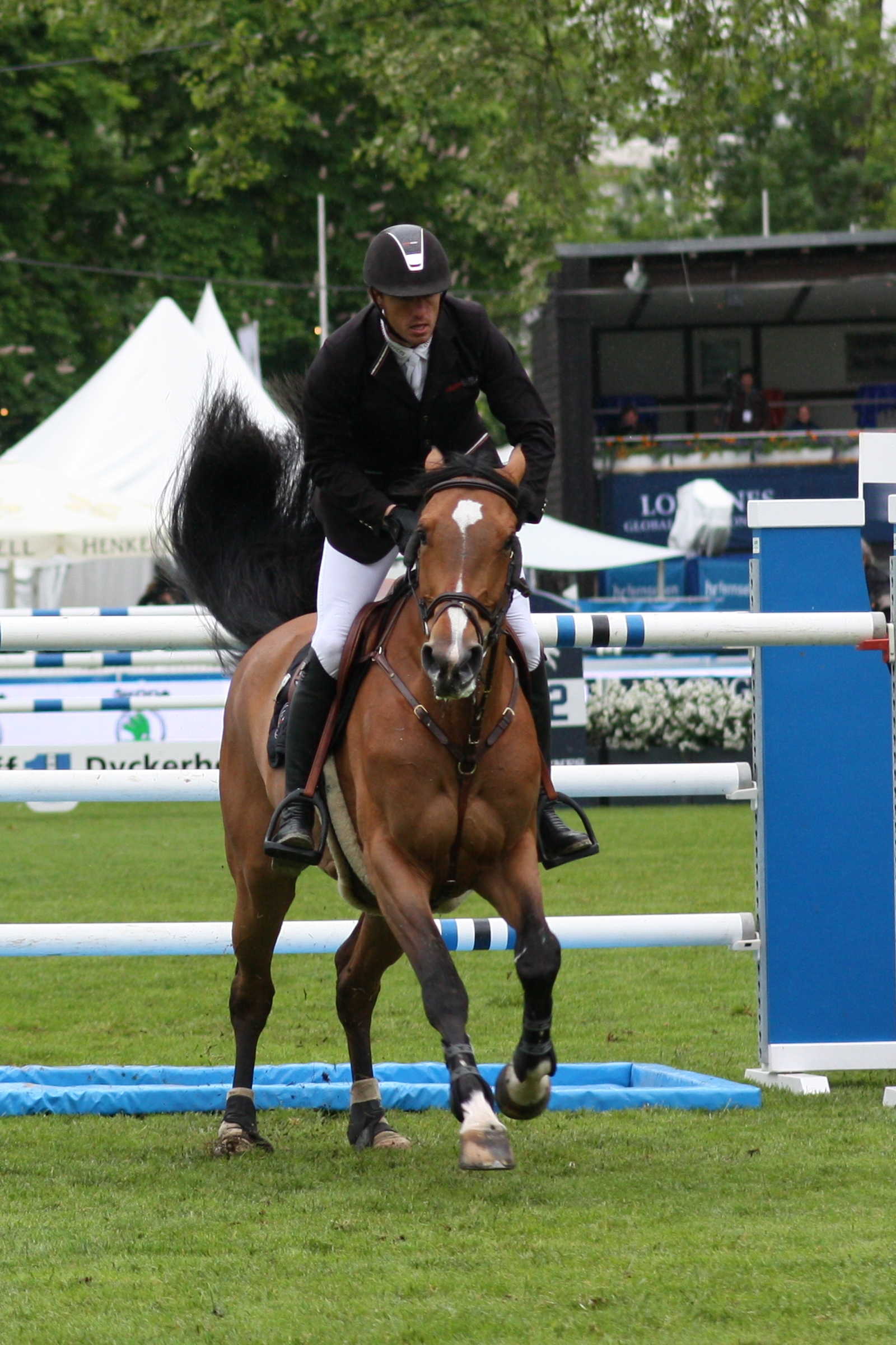
Grégory Wathelet mit Cadjanine Z beim Internationalen Pfingstturnier Wiesbaden (CSI 5*)

- Conrad de Hus (* 2005), brauner Holsteiner Hengst, Vater: Con Air
- Cadjanine Z (* 2002), braune Zangersheider Stute, Vater: Canabis Z, Muttervater: Feinschnitt I Z; zuvor von Patrick Spits geritten, seit Juli 2013 von Rodrigo Pessoa geritten[3][4]
- Copin van de Broy, ab Ende 2011 von Marcus Ehning geritten, seit 2014 von Quentin Judge geritten.
- Crushing Z (* 2000; † 2012), Schimmelstute, Vater: Carthago Z, Anfang 2012 aufgrund einer Kolik bei der Sunshine Tour eingegangen[5]

## Erfolge
- Olympische Sommerspiele:
  - 2012, London: 13. Platz mit der Mannschaft, 29. Platz im Einzel – mit Cadjanine Z
- Weltreiterspiele:
  - 2006, Aachen: 4. Platz mit der Mannschaft, 26. Platz im Einzel – mit Loriot
- Europameisterschaften:
  - 2007, Mannheim: 9. Platz mit der Mannschaft, 40. Platz im Einzel – mit Lantinus
  - 2011, Madrid: 7. Platz mit der Mannschaft, 24. Platz im Einzel – mit Copin van de Broy
  - 2015, Aachen: 11. Platz mit der Mannschaft, Silbermedaille im Einzel – mit Conrad de Hus
- Belgische Meisterschaften:
  - 2013, Lanaken: 1. Platz mit Dream of India

## Weitere Erfolge (Auswahl)
- 2017: 1. Platz beim Großen Preis des CHIO Aachen (mit Coree)
- 2011: 1. Platz Weltcup in Mechelen (mit Copin van de Broy)
- 2006: 1. Platz Großer Preis der Sunshine Tour (mit Lord II Z), 1. Platz im Großen Preis von Hamburg (mit Countdown)
- 2005: 1. Platz beim Derby in La Baule (mit Hugo Gesmeray)